# Tolanaro
Tolanaro, também chamada Fort-Dauphin e Tolagnaro é uma cidade à Madagascar com 46.000 habitantes. Ela é a capital da região Anosy e é sede do Distrito de Tolanaro.

## Geografia
Tolanaro (Fort-Dauphin) fica no extremo Sul-Este da ilha de Madagascar a 1122 km da capital Antananarivo.

## Infraestrutura
Tolanaro (Fort-Dauphin) tem um porto e um aeroporto.

## Turismo e Natureza
- o Parque nacional de Andohahela à 40 km de Fort-Dauphin
- a Reserva do Cabo de Sainte-Maire, a 230 km a Oueste (perto de Tsihombe)
- a Reserva de Berenty à 75 km, perto de Amboasary Sud
- a Reserva de Nahampohana do Pico de Saint-Louis